# SN 2009ev
SN 2009ev – supernowa typu Ia odkryta 27 maja 2009 roku w galaktyce NGC 5026. W momencie odkrycia miała maksymalną jasność 14,60m.